# Mathildeprisen
Mathildeprisen tildeles for arbejde for gennemførelsen af den fulde retslige og faktiske ligestilling mellem kvinder og mænd. Den er opkaldt efter Danmarks første kvindesagskvinde Mathilde Fibiger.
I statutterne hedder det mere udførligt at Dansk Kvindesamfunds Mathilde gives til kvinder, mænd, organisationer, virksomheder og andre, der på afgørende måde arbejder for gennemførelsen af den fulde retslige og faktiske ligestilling mellem kvinder og mænd.
Den første Mathilde blev den 7. december 1970 overrakt folketingsmedlem Grethe Philip for et spørgsmål i Folketinget om følgerne for den nordiske kvindes faktiske og retlige ligestilling ved Danmarks eventuelle indtræden i Fællesmarkedet. Forespørgslen resulterede i, at Folketinget nedsatte et udvalg til at behandle spørgsmålet.
Mathildeprisen fandtes oprindeligt som både positiv og negativ pris. Øv-Mathilden er tildelt bl.a. Knud Lundberg.

## Prismodtagere Mathildeprisen
- 1970: Grethe Philip og Gunhild Due
- 1971: Husligt Arbejderforbund
- 1972: Forbrugerrådet, Mødrehjælpen i Randers, Danfoss' kvinder og Birgitte Xenos
- 1973: Ingen uddeling
- 1974: Poul Dahlgård og Anker Jørgensen
- 1975: Eva Gredal og Tove Maës
- 1976 – 1978: Ingen uddeling
- 1979: Ritt Bjerregaard
- 1980: Jytte Thorbek
- 1981: Ingen uddeling

- 1982: Karin Garde og Inge Lunde
- 1983 – 1985: Ingen uddeling
- 1986: Danmarks fjorten ligestillingskonsulenter
- 1987: Anette Steen Pedersen
- 1988: Kvindeligt Arbejderforbund i Danmark, KAD
- 1989: Lene Koch og Inger Lillelund
- 1990: Drude Dahlerup
- 1991: Inge Methling
- 1992: Lisbeth Kølster
- 1993: Foreningen til Mænds Bevarelse
- 1994: Liselotte Knudsen
- 1995: Nina Smith
- 1996: Suzanne Brøgger
- 1997: Tine Aurvig Brøndum og Padmini Casinader Christiansen
- 1998: Kirsten Gomard
- 1999: Joan-Søstrene i Dannerhuset
- 2000: Lilli Gyldenkilde
- 2001: Hanne Reintoft
- 2002: Jørn Bro
- 2003: Dorit Otzen
- 2004: Hanne Fokdal Barnekow
- 2005: Birgitte Bruun (direktør)
- 2006: Hanne-Vibeke Holst og Birte Siim
- 2007: Kenneth Reinicke
- 2008: Jane Korczak og Ruth Nielsen
- 2009: Anja Cetti Andersen og Anja Andersen
- 2010: Anne-Grethe Bjarup Riis og Marion Pedersen
- 2013: Nikolaj Munk (Mandfjols)
- 2015: Britta Thomsen
- 2016: Susanne Staun[1]
- 2017: Ingen uddeling
- 2018: Sherin Khankan
- 2019: Ingen uddeling
- 2020: Kirstine Holst
- 2021: Bevægelsen En Blandt Os og Dansk Sygeplejeråd
- 2022 – 2023: Ingen uddeling